# Philautus dimbullae
Philautus dimbullae és una espècie extinta de granota que vivia a l'illa de Sri Lanka.